# فهرست واحدهای چینه‌شناسی فسیل‌دار در ارمنستان
ذر فهرست واحدهای چینه‌شناسی فسیل‌دار (انگلیسی: List of fossiliferous stratigraphic units) در کشور ارمنستان آورده شده است:
| دسته یا سازند    | دوره   | توضیحات |
| ---------------- | ------ | ------- |
| سازند آخورا      | پرمین  |         |
| سازند علی باشی   | پرمین  |         |
| سازند آرپینسکایا | پرمین  |         |
| سازند ژولفا      | پرمین  |         |
| سازند گنیشیک     | پرمین  |         |
| سازند گوندارا    | پرمین  |         |
| سازند جولفا      | پرمین  |         |
| سازند            | تریاسه |         |
| سازند خاچیک      | پرمین  |         |